# Sultanes de Monterrey
Les Sultanes de Monterrey sont un club mexicain de baseball de la Ligue mexicaine de baseball située à Monterrey. Les Sultanes qui comptent neuf titres de champion, évoluent à domicile à l'Estadio de Beisbol Monterrey, enceinte de 27 000 places.

## Histoire
Le club est fondé en 1939 sous le nom de Carta Blanca. Devenu Industriales de Monterrey en 1942, le club adopte le nom de Sultanes en 1948.

## Palmarès
- Champion de la Ligue mexicaine de baseball (9) : 1943, 1947, 1948, 1949, 1962, 1991, 1995, 1996, 2007
- Vice-champion de la Ligue mexicaine de baseball (8) : 1942, 1944, 1953, 1969, 1986, 1994, 2006, 2008